# جيم فولكنير
جيم فولكنير (بالإنجليزية: Jim Faulkner) هو لاعب كرة قاعدة أمريكي، ولد في 27 يوليو 1899 في بياتريس في الولايات المتحدة، وتوفي في 1 يونيو 1962 في ويست بالم بيتش في الولايات المتحدة.

## وصلات خارجية
- جيم فولكنير على موقعبيزبول رفرنس.كوم (الدوري الرئيسي) (الإنجليزية)
- جيم فولكنير على موقعبيزبول رفرنس.كوم (الدوري الثانوي) (الإنجليزية)